# Echites cajalbanicus
Echites cajalbanicus là một loài thực vật có hoa trong họ La bố ma. Loài này được Lippold mô tả khoa học đầu tiên năm 1983.